# Pizsma (Pecsora)
A Pizsma (oroszul: Пижма) folyó Oroszország európai részén, Komiföldön; a Pecsora bal oldali mellékfolyója.

## Földrajz
Hossza: 283 km (a Pecsorai Pizsmával együtt számítva hossza 361 km.), vízgyűjtő területe: 5470 km², évi közepes vízhozama: 55 m³/sec.
Az Arhangelszki terület határához közel, a Tyiman-hátságon fekvő Jamozero nevű tóból ered. Kezdetben délkelet felé folyik, majd fokozatosan északkeleti, keleti irányba fordul. Legnagyobb mellékfolyója, a Szvetlaja beömléséig neve Pecsorai Pizsma (Pecsorszkaja Pizsma) ennek hossza 78 km. Uszty-Cilma falu mellett, a Cilma torkolatától 5 km-rel feljebb ömlik a Pecsorába. Alsó folyásán hajózható.
Főként olvadékvizek táplálják. Október végén, november elején befagy, a jégzajlás április végén, május elején kezdődik. Alsó folyásán hajózható.
Vízgyűjtő területén gazdag titánérc lelőhelyet tártak fel, melynek kitermelését a 2010-es évek második felében készülnek megkezdeni.